# Richard Bruce Stopford
Richard Bruce Stopford MA (1774 - 12 de dezembro de 1844) foi um cónego de Windsor de 1812 a 1844.

## Carreira
Ele foi educado na Christ Church, Oxford, onde recebeu o BA em 1796 e MA em 1799.
Ele foi nomeado:
- Reitor de Barton Seagrave 1798
- Vigário de Nuneaton 1803
- Prefeitura de Bullinghope na Catedral de Hereford 1810-1844
- Capelão da Rainha Vitória

Ele foi nomeado para a sexta bancada na Capela de São Jorge, Castelo de Windsor em 1812, posição que ocupou até 1844.